# Шевченко, Евгения Максимовна
Евгения Максимовна Шевченко (1919—1995) — советская фельдшер, участница Великой Отечественной войны, награждённая медалью Флоренс Найтингейл.

## Биография
Родилась 3 января 1919 года в деревне Вакары ныне Сенненского района Витебской области.
Когда девочке не было и года, сначала умерли её родители, а затем и бабушка с дедушкой. До 1938 года она воспитывалась в детском доме. После школы окончила в Витебске медицинский техникум и работала фельдшером в селе Крупка Минской области. После начала Великой Отечественной войны Евгения Шевченко, будучи матерью двухмесячного сына, с августа 1941 года осталась работать в селе, не сумев эвакуироваться. Её муж Александр Шевченко погиб в боях под Смоленском в сентябре этого же года. С ноября ноября 1941 года Евгения Шевченко стала членом местного партизанского отряда.
Сотрудничая с партизанами, была связной, распространяла листовки среди населения, доставала медикаменты. Затем перешла в партизанский отряд в качестве фельдшера, где не только лечила раненых и больных, но и участвовала в боевых операциях. За годы войны Евгения Шевченко приняла участие в 167 военных операциях, вынесла с поля боя 139 раненых партизан и помогла вылечить от различных болезней свыше 700 человек.
После окончания войны Евгения Максимовна некоторое время работала фельдшером в Скидельской амбулатории, затем с 1963 года — фельдшером Скидельской участковой поликлиники. Была членом КПСС. Занималась общественной деятельностью: была председателем районного комитета Союза медицинских работников, депутатом городского и областного Советов. За свой добросовестный труд была награждена четырьмя знаками «Отличнику санитарной обороны СССР».
Умерла в 1995 году.
Наряду с медалью Флоренс Найтингейл, полученной в 1967 году, Е. М. Шевченко была награждена орденами Ленина и Отечественной войны II степени, а также медалями «За отвагу», «Партизану Отечественной войны» І степени, «За победу над Германией в Великой Отечественной войне 1941—1945 гг.» и многими юбилейными медалями. В 2019 году её медаль имени Флоренс Найтингейл была передана родственниками в Гродненскую областную организацию Белорусского отделения Красного Креста.